# Masashi Tazawa
Masashi Tazawa (jap. 田沢 仁, Tazawa Masashi; * 12. Januar 1930 in Yokohama) ist ein japanischer Botaniker (Pflanzenphysiologie, Zellbiologie). 
Tazawa studierte an der Universität Osaka mit dem Bachelor-Abschluss 1953 bei Noburō Kamiya (einem Schüler von Ernst Küster), lehrte dort ab 1955 als Instructor und wurde dort 1960 in Biologie promoviert. 1955 bis 1957 war er bei Erwin Bünning in Tübingen. 1967 war er Gastdozent an der FU Berlin (Institut für Pflanzenphysiologie). 1968 wurde er dort Assistenzprofessor und 1977 Professor für Pflanzenphysiologie an der Universität Tokio. 1990 wurde er emeritiert und war danach bis 2002 Professor an der Technischen Hochschule Fukui.
Er ist Ehrenmitglied der Deutschen Botanischen Gesellschaft (nicht zuletzt für Wissenschaftsaustausch zwischen Japan und Deutschland) und der japanischen botanischen Gesellschaft und korrespondierendes Mitglied der American Society of Plant Physiologists.
Als Pflanzenphysiologe entwickelte er verschiedene experimentelle Verfahren (Perfusionstechnik, die Turgorwaage zum Messen des osmotischen Druckes und Methoden der Messung der Plasmaströmung) und untersuchte Vorgänge an Zellmembranen (Wasser- und Ionentransport, Regulierung von Protonenpumpen, Mechanismen der Salztoleranz von Pflanzen, Regulierung des Turgor und osmotischen Drucks, Erregungsvorgänge an Zellen). 
Er ist seit 1955 verheiratet und hat zwei Kinder. 1990 erhielt er den Preis der Japanischen Akademie der Wissenschaften. 1990/91 war er Präsident der japanischen Gesellschaft für Pflanzenphysiologie und 1976 bis 1981 Sekretär der japanischen Gesellschaft für Zellbiologie.
Er kümmerte sich auch mit anderen japanischen Wissenschaftlern um die 1922 durch Aufkauf nach Japan gekommene Bibliothek von Wilhelm Pfeffer.